# Provincia di Candarave

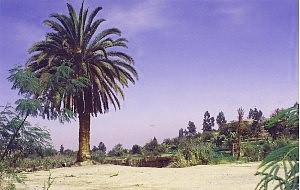
Tacna

La provincia di Candarave è una delle quattro province della regione di Tacna nel Perù.

## Capoluogo e data di fondazione
La capitale è Candarave - Fondata nel 18 agosto del 1988.
Sindaco (alcalde):
- Mario Genaro Copa Conde(2007-2010)

## Superficie e popolazione
- 2 261,10 km²
- 8 543 abitanti (inei2005)

## Provincia confinanti
Confina a est con la provincia di El Collao (regione di Puno); a nord con la provincia di Mariscal Nieto (regione di Moquegua); a sud con la provincia di Tarata; e a ovest con la provincia di Jorge Basadre.

## Geografia antropica

### Suddivisioni amministrative
È divisa in sei distretti:
- Candarave
- Cairani
- Camilaca
- Curibaya
- Huanuara
- Quilahuani

## Festività
- 30 agosto: Santa Rosa da Lima
- 8 dicembre: Immacolata Concezione